# 地獄からの脱出
『地獄からの脱出』(じごくからのだっしゅつ Dynasty）は、1979年にキッスが発表した7枚目のスタジオ・アルバムである。

## 解説
1978年9月、キッスのメンバー4人は同時にソロ・アルバムを発表した。本作ではピーター・クリスのソロ・アルバムのプロデューサーだったヴィニ・ポンシアが起用され、従来の無骨なハード・ロックから路線を転換を図った。
クリスはアルコールや麻薬の影響で満足に演奏できなくなっており、自作「ダーティ・リヴィン」のみに参加した。残りの収録曲ではエース・フレーリーのソロ・アルバムに参加したアントン・フィグがドラムスを担当した。
ポンシアとデズモンド・チャイルドを共作者に迎えて当時流行のディスコ・ビートを大胆に取り入れた「ラヴィン・ユー・ベイビー」を初め、キャッチーでポップな楽曲が収録された。ローリング・ストーンズの「2,000マン」のカヴァーを含めてフレーリ―のヴォーカル曲が3曲あり、彼の存在感が大きい。一方、ジーン・シモンズのヴォーカル曲は2曲で、彼の影が相対的に薄いアルバムとなった。
1979年5月に発表され、RIAAのトリプル・プラチナムを獲得するなど大ヒットした。同年6月から12月まで行なわれたツアーは、クリスが脱退前に参加した最後のものになった。

## 収録曲
1. ラヴィン・ユー・ベイビー - I Was Made for Lovin' You [3:57] 作詞/作曲：デズモンド・チャイルド、ヴィニ・ポンシア、ポール・スタンレー
リード・ヴォーカルはポール・スタンレー。
流行のディスコ・ビートを取り入れ、キャッチーなメロディとコーラスでBillboard Hot 100の11位まで上昇する大ヒットとなった。2005年には、キヤノンのデジタル一眼レフカメラのCMで子供たちによって替え歌が歌われた。
2. 2,000マン - 2,000 MAN [4:53] 作詞/作曲：ミック・ジャガー、キース・リチャーズ
リード・ヴォーカルはエース・フレーリー。
ローリング・ストーンズのアルバム『サタニック・マジェスティーズ』（1967年）収録曲のカヴァー。
1996年にキッスが『MTVアンプラグド』に出演した時に、脱退したフレーリーとクリスがゲスト出演してスタンレー、シモンズと同曲を演奏した。
3. シュア・ノウ・サムシング - Sure Know Something  [3:59] 作詞/作曲：ヴィニ・ポンシア、ポール・スタンレー
リード・ヴォーカルはスタンレー
「ラヴィン・ユー・ベイビー」に続いてシングル・カットされ[1]、Billboard Hot 100の44位まで上昇。
1996年のMTVアンプラグドでも演奏された。
4. ダーティー・リヴィン - Dirty Livin'  [4:16] 作詞/作曲：ピーター・クリス、ヴィニ・ポンシア、スタン・ペンリッジ
リード・ヴォーカルはクリス。本作で彼が参加したのはこの曲のみ。
5. カリスマ - Charisma [4:26] 作詞/作曲：ジーン・シモンズ、ハワード・マークス
リード・ヴォーカルはシモンズ。
6. マジック・タッチ - Magic Touch  [4:40] 作詞/作曲：ポール・スタンレー
リード・ヴォーカルはスタンレー。
7. ハード・タイムス - Hard Times [3:59] 作詞/作曲：エース・フレーリー
リード・ヴォーカルはフレーリー。
8. エックスレイ・アイズ - X-Ray Eyes  [3:42] 作詞/作曲：ジーン・シモンズ
リード・ヴォーカルはシモンズ。
9. セイヴ・ユア・ラヴ - Save Your Love [4:39] 作詞/作曲：エース・フレーリー
リード・ヴォーカルはフレーリー。